# Андерсен (авиабаза)
Андерсен (англ. Andersen Air Force Base, Andersen AFB) — база Военно-воздушных сил ВС США, расположенная в 6,5 км к северо-востоку от городка Йиго на острове Гуам, входящем в состав США и имеющем статус неприсоединившийся территории.
На авиабазе базируется 36-е авиакрыло ВВС США, относящееся к Командованию ВВС в зоне Тихого океана. 36-е авиакрыло обеспечивает развёртывание и поддержку военно-воздушным и космическим силам США, а также ВВС государств-союзников. Авиабаза была создана в 1944 году и названа в честь бригадного генерала Джеймса Роя Андерсена (1904—1945). Командует 36-м авиакрылом бригадный генерал Филипп М. Рулмен.

## Обзор
Андерсен является одной из четырёх позиций стратегических бомбардировщиков в ВВС США. Местоположение базы обеспечивает прямую поддержку экипажам бомбардировщиков для развёртывания сил в Европе, Юго-Западной Азии и в Тихоокеанском регионе. Андерсен является одной из двух важнейших военных баз США в Азиатско-Тихоокеанском регионе. Другой является остров Диего-Гарсия в Индийском океане. Почти неограниченное гражданскими маршрутами воздушное пространство Гуама и непосредственная близость военного полигона на острове Фаральон-де-Мединилья, примерно в 240 километрах к северу, делает его идеальной базой для обучения военных лётчиков.

## Военные части
На авиабазе Андерсен базируются:
- 36-е авиакрыло
- 734-й авиаэскадрон поддержки
- Военно-морское вертолётное авиакрыло и ряд других частей.

### Перечень наименований авиабазы
- основана в декабре 1944 года как North Field (начала принимать самолеты только с 3 февраля 1945)
- North Field AB Command (с 9 мая 1946 по 20 декабря 1947)
- North Army Air Base (с 20 декабря 1947 по 1 марта 1948)
- North Air Force Base (с 1 марта 1948 по 22 апреля 1948)
- North Guam Air Force Base (с 22 апреля 1948 по 1 февраля 1949)
- North Field Air Force Base (с 1 февраля 1949 по 1 марта 1949)
- North Guam Air Force Base (с 1 марта 1949 по 7 октября 1949)
- Andersen Air Force Base (с 7 октября 1949 —)

## История
Авиабаза Андерсен была учреждена 3 декабря 1944 г. и названа в честь бригадного генерала Джеймса Роя Андерсена (1904—1945). Джеймс Андерсен окончил Военную Академию США в 1926 году, служил в различных авиачастях ВВС США. В 1943—1944 служил в военном министерстве Генерального штаба. В январе 1945 года Андерсен был назначен в штаб командования США в Тихом океане. Погиб 26 февраля 1945 года в катастрофе самолёта B-24 между островом Кваджалейн и островом Джонстон, во время полёта на Гавайи.

### Вторая мировая война
Истоки базы ВВС Андерсен начинаются 8 декабря 1941 года, когда Гуам подвергся нападению со стороны вооружённых сил императорской Японии в битве за Гуам (1941) через три часа после атаки на Перл-Харбор. Гуам сдался японским силам 10 декабря. В разгар войны примерно 19000 японских солдат и матросов были расквартированы на острове. Гуам был освобожден морской пехотой США 21 июля 1944 года в битве за Гуам (1944), спустя 13 дней после начала битвы за освобождение острова от японских захватчиков.
Японцам удалось сдерживать морских пехотинцев на двух плацдармах, но их контрнаступление потерпело неудачу. Морские пехотинцы возобновили своё наступление и достигли северной оконечности острова 10 августа 1944 года. Японцы вели партизанскую деятельность вплоть до конца войны.
Гуам рассматривался как идеальное место для создания военно-воздушной базы для бомбардировщиков B-29, которые могли бы наносить ракетно-бомбовые удары по Японии. Токио находится на расстоянии около 1500 км от Гуама. Первое упоминание о военных базах на Гуаме относится к ноябрю 1944 года, когда был создан аэродром «Норт Филд». Был создан большой комплекс, включающий в себя четыре основные взлетно-посадочные полосы, рулежные дорожки, площадки для более чем 200 бомбардировщиков B-29, и большой комплекс зданий и сооружений для персонала авиабазы.
Первым на авиабазе стал базироваться 314-й бомбардировочный авиаполк в составе бомбардировщиков B-29. Он прибыл на Гуам 16 января 1945 г. с авиабазы Петерсон Филд, штат Колорадо.
Основной задачей авиаполка была бомбардировка стратегических целей в Японии в дневное время и с больших высот. Начиная с марта 1945 г., тактику изменили и начали проведение ночных бомбометаний зажигательными бомбами по площадным целям. В ночь с 9 на 10 марта 1945 года 325 американских тяжёлых бомбардировщиков В-29 взяли курс на Токио. Этот рейд стал самым разрушительным из всех военных операций ВВС США. В ту ночь в Токио заживо сгорело: по американским послевоенным данным - около 100000 человек, по японским - не менее 300000 (в основном стариков, женщин и детей). Ещё полтора миллиона остались без крыши над головой. Операция в ночь с 9 на 10 марта 1945 года считается у американцев самой успешной, за всю историю Второй мировой войны. В ходе штурма союзников на Окинаве группы 314-го авиаполка бомбили аэродромы, с которых взлетали самолёты-камикадзе японских сил. После войны B-29 участвовали в доставке продовольствия и предметов жизнеобеспечения для союзников, военнопленных.
База Андерсен, размещенная на Гуаме, рассматривалась военным командованием Соединенных Штатов, как идеальный плацдарм для атак на Японию. Планирование стратегических бомбардировок Японии было поручено генералу Кертису Лемею, который разработал действительно убийственную тактику. Генерал обратил внимание на то, что японские ПВО слабо работают в темноте, а ночные истребители на вооружении Империи почти отсутствуют. Так возник план ночных бомбардировок японских городов с малых высот (полтора-два километра). Кроме того, Соединенные Штаты задолго до 1945 года взломали японские шифровальные машины, получив доступ к большей части секретных сведений противника. Американские генералы понимали, что вскоре японцы будут уже не в состоянии продолжать войну по финансовым и материальным причинам. Военно-морская блокада со стороны США задолго до 9 марта лишила Японию поставок нефти, металлов и прочих важных материалов. Япония оказалась в такой мощной изоляции от поставок основных сырьевых материалов, что самолеты ей приходилось делать практически из дерева. В ночь на 10 марта с аэродромов на Марианских островах поднялись в воздух 334 стратегических бомбардировщика Б-29 и направились на столицу Японии. Целью их было уничтожение гражданского населения, поскольку они несли на борту только зажигательные бомбы с напалмом. Это был самый смертоносный день за всю Вторую мировую войну. За 10 предыдущих налётов Токио потерял менее 1300 жителей — здесь за одну ночь погибло более 100 000 человек. Ещё 40 000 жителей были ранены. Более четверти миллиона зданий сгорело, оставив около миллиона человек бездомными.

### Послевоенные годы
Через три дня после того, как Северная Корея вторглась в Южную Корею в 1950 году, сформированное на Гуаме 19-е бомбардировочное авиакрыло начало наносить бомбовые удары по всей Южной Корее. Несколько дней спустя авиагруппа была отделена от 19-го авиакрыла и развернута на авиабазе Кадена на острове Окинава, Япония, хотя остальная часть авиакрыла осталась на базе Андерсен и обеспечивала обслуживание для военных самолетов и управление складами боеприпасов до 1964 года.

### Война во Вьетнаме
Андерсен избавилась от роли обслуживающей авиабазы, когда на аэродром прибыли первые стратегические бомбардировщики B-52 Stratofortress. Первый B-52, «Эль-Пасо», прибыл из состава 95-го бомбардировочного авиакрыла с авиабазы Биггс, штат Техас, в марте 1964 года.
С началом операции во Вьетнаме в июне 1965 B-52 и KC-135 начали регулярные боевые вылеты над Вьетнамом, и продолжили в этом качестве до 1973, с перерывом в период между августом 1970 года и началом 1972 года.
Бомбардировщики авиабазы приняли непосредственное участие в операции Linebacker II, когда за 11 дней в период с 18 по 29 декабря более 150 бомбардировщиков B-52 совершили 729 самолето-вылетов. С окончанием активных боевых действий более 100 B-52 были переведены на другие авиабазы США в октябре 1973 года. Восьмая воздушная армия, находившаяся на Гуаме всю войну, была переведена на авиабазу Барксдейл, штат Луизиана, и с 1 января 1975 года здесь стала базироваться 3-я авиадивизия.
Когда коммунистические силы захватили Южный Вьетнам в 1975 году, база Андерсен участвовала в оказании чрезвычайной помощи для тысяч вьетнамских беженцев в рамках операции «Порывистый ветер». После падения Сайгона Гуам получил почти 40000 беженцев и авиабаза Андерсен участвовала в переброске в США 109000 беженцев.
База вернулась к рутинным операциям к концу 1970-х годах, но продолжала служить в качестве одной из стратегических точек Стратегического командования США. Самолеты совершают регулярные вылеты к Австралии, к Аляске, к Корее, и поддерживают операции ВМС США.

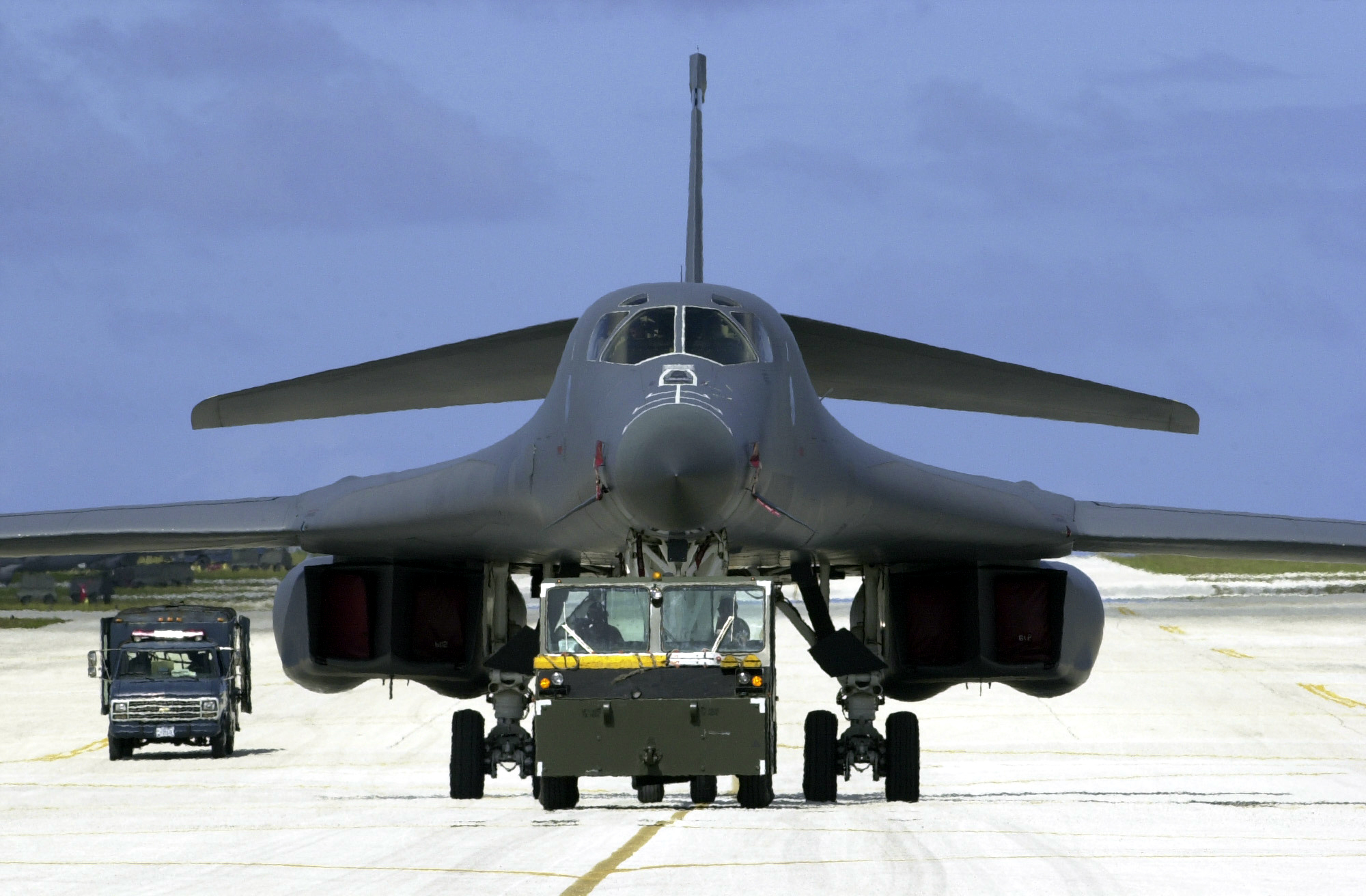
Б-1Б на базе Андерсен

### После Вьетнама
В 1983 году 43-е бомбардировочное авиакрыло завершило переход с модификации бомбардировщиков B-52D на B-52G, и таким образом стало одним из всего лишь двух стратегических авиационных подразделений США, которое было оснащено противокорабельными ракетами «Гарпун».
База претерпела большие изменения в 1989 году, когда управление было передано от стратегических военно-воздушных сил к Командованию ВВС США в Тихом океане. 633-е авиакрыло было сформировано 1 октября 1989 года, что привело к расформированию 43-го бомбардировочного авиакрыла 26 марта 1990 года, а 60-го бомбардировочного эскадрона 30 апреля 1990.
В августе 1990 года персонал базы Андерсен поставил более 37000 тонн боеприпасов силам в Персидском заливе в поддержку операций «Щит пустыни» и «Буря в пустыне».
При извержении вулкана Пинатубо в июне 1991 года Андерсен сыграл важную роль в эвакуации американских граждан и их домашних животных в рамках операции «Огненное бдение». В декабре Андерсен стал домом для военных, которые были эвакуированы с авиабазы Кларк на Филиппинах после извержения.

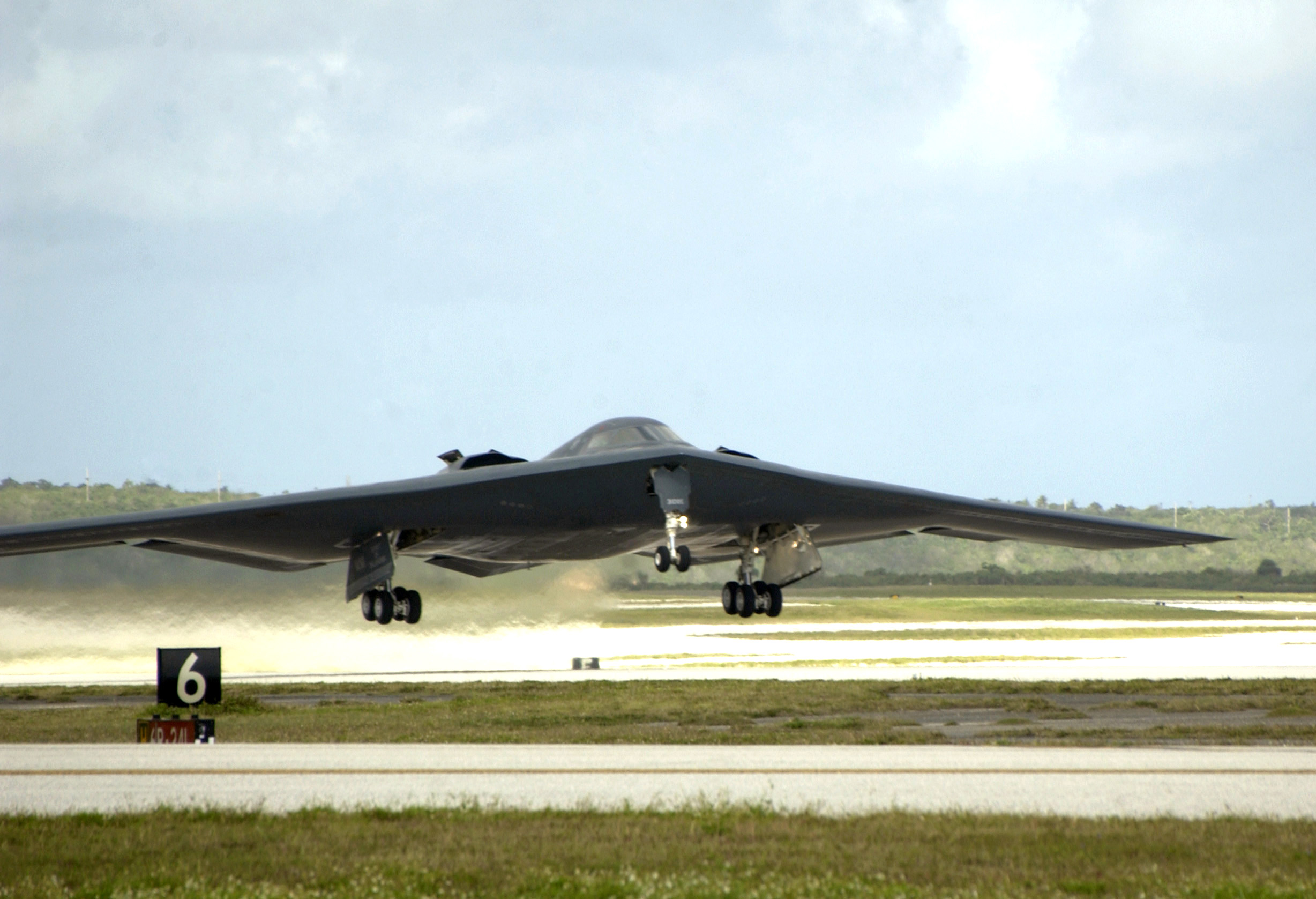
Взлёт B-2 с базы военно-воздушных сил США «Андерсен»

### Современная эпоха
633-е авиакрыло было переименовано в 36-е авиакрыло 12 апреля 2006 года.
База являлась одним из немногих мест в мире, где «Спейс шаттл» мог совершить посадку в случае аварийной ситуации.
23 февраля 2008 года здесь разбился стратегический бомбардировщик B-2 (серийный номер 89-0127, «Дух Канзаса»). Это был первый случай крушения самолёта этого типа. Двум пилотам удалось катапультироваться. Самолёт же стоимостью 1,4 млрд долл. США упал рядом со взлётной полосой и полностью сгорел. После аварии полёты всех самолётов этого типа были приостановлены. В конце апреля 2008 года полёты были возобновлены. Причиной была названа техническая неполадка.
21 июля 2008 года B-52 упал в море во время тренировочного полёта, который должен был включать пролёт во время парада на Гуаме в честь освобождения острова от японской оккупации в 1944 году.
B-2 из 13-й бомбардировочной эскадрильи и 393-я бомбардировочная эскадрилья в составе B-52 обеспечивает постоянное присутствие бомбардировщиков на базе. В марте 2009 года на базе началось постоянное дежурство 4 стратегических бомбардировщиков B-2.
18 мая 2016 года B-52 разбился вскоре после взлёта с авиабазы, экипаж выжил.